# Jokiselkäjärvet
Katosjärvi är en sjö i Finland. Den ligger i kommunen Enare i landskapet Lappland, i den norra delen av landet, 1 000 km norr om huvudstaden Helsingfors. Katosjärvi ligger 165,3 meter över havet. Arean är 65,2 hektar och strandlinjen är 9,09 kilometer lång. Sjön  ingår i Pasvik älvs huvudavrinningsområde. 